# Joaquín Togores y Fábregues
Joaquín Togores Fábregues [también Fábregas] (Mallorca, 24 de septiembre de 1835 - San Antonio Abad (Cartagena), 12 de diciembre de 1904) fue un militar y político español, diputado a las Cortes españolas durante la restauración borbónica.  

## Biografía
En 1855 ingresó como alumno en la Escuela Naval Militar y formó parte del cuerpo de ingenieros de la Armada Española. En 1858 fue ascendido a alférez de navío y en 1861 a teniente de navío, año en qué fue destinado como comandante de la posta de Filipinas. En 1866 fue ascendido a capitán de fragata y volvió a España, después de estudiar la construcción de buques blindados en Londres. En 1870 ascendió a Ingeniero Inspector de Segunda Clase y acompañó la expedición española que fue a ofrecerle la corona a Amadeo I. En 1873 fue nombrado representante de España en la Conferencia Internacional de Constantinopla.
Fue agregado naval en Francia (1874), intervino en la Exposición Universal de Viena de 1873 y fue jurado de España en la Exposición Universal de París de 1878. Fue elegido diputado por el distrito electoral de Palma de Mallorca por el Partido Conservador en las elecciones generales de 1879.
En abril de 1884 fue ascendido a Ingeniero Inspector de Primera Clase y renovó escaño en las Cortes, esta vez por Cartagena, en las elecciones de 1884. En 1886 fue nombrado Comandante de Ingenieros del Departamento Marítimo de Cartagena y conducido a Madrid para desempeñar funciones oficiales como vocal de la Junta Superior de Construcciones del Almirantazgo, teniendo a su cargo importantes obras técnicas navales de envergadura. En 1885 fue nombrado Hijo Adoptivo de la Ciudad a instancias de los vecinos de los barrios periféricos y de algunas pedanías rurales y mineras de Cartagena por su comportamiento ante la epidemia de cólera de ese mismo año. De 1886 a 1889 fue presidente de la Cámara de Comercio de Cartagena. Falleció el 12 de diciembre de 1904 en San Antonio Abad, donde residía.